# Berenàveu a les fosques
|  | Per a altres significats, vegeu «Berenàveu a les fosques (pel·lícula)». |

Berenàveu a les fosques és una obra de teatre escrita pel dramaturg Josep Maria Benet i Jornet entre l'estiu de 1970 i el març de 1971.

## Sinopsi
L'argument s'organitza en dues línies de temps. L'any 1971, Fanny, en assabentar-se de la mort en un accident de cotxe dels pares de Montserrat, decideix escriure-li una carta. A partir d'aquí ambdós personatges s'intercanviaran un total de vuit cartes en què repassaran els esdeveniments ocorreguts vint anys abans. Aquest conjunt de monòlegs ofereixen el marc d'evocació, i de distanciament alhora, de les escenes de costums que transcorren al llarg de l'octubre de 1950. Ramon i Neus són un matrimoni que, com la resta de veïns, s'enfronten a les penúries econòmiques de la postguerra. Esperen millorar la seva situació amb les oposicions en què ell ha concorregut. La seva filla, Montserrat, és una adolescent que admira Fanny, la veïna que està casada amb Santiago, un home ben situat, afecte al règim, i alhora amant de Ramon. L'intent de fugida del seu pare amb Fanny provocarà el mensypreu, atiat per Neus, de Montserrat per Fanny, que al cap dels anys encara conserva i expressa amb rotunditat en la seva correspondència. A la mateixa escala, Pilar, la portera, afronta la vida amb pragmatisme i cuida Jeroni per interès, un vell mestre republicà obsessionat amb teories de la conspiració que acabarà suïcidant-se.

## Anàlisi
Després de la trilogia de Drudània (Cançons perdudes, 1965-1966; Marc i Jofre o els alquimistes de la fortuna, 1966-1968; La nau, 1968-1969), caracteritzada pel to simbolicoal·legòric, Benet decideix «passar comptes al temps de la postguerra», tal com ell mateix explica al pròleg de 1971. Benet construeix una obra formada per dos plans temporals. Un és configurat per deu «escenes de costums», en què set personatges de classe mitjana-baixa tipifiquen diversos comportaments davant del règim franquista, en una situació esdevinguda el 1950. La mirada crítica i contrapuntística de l'autor es reflecteix en l'intercanvi epistolar de dos personatges del passat (Fanny i Montserrat), que del present estant de 1971, l'altre pla temporal, vivifiquen des d'una òptica personal els successos de vint anys enrere. En la redacció del text es posa de manifest el ressò del teatre realista espanyol i nord-americà en el tractament de les «escenes de costums», i especialment la utilització de les tècniques del teatre èpic brechtià (projeccions de diapositives, monòlegs a primer terme, rètols introductoris).
Berenàveu a les fosques és un clar exemple de la preocupació política i ideològica de Benet per analitzar el comportament individual i col·lectiu de la societat catalana enfront del règim franquista. Així, temàticament, l'obra s'entronca, per exemple, amb Quan la ràdio parlava de Franco (1976-1979), El gos del tinent (1996) i la trilogia formada per Una vella, coneguda olor (1963), Baralla entre olors (1979) i Olors (1998).

## Recepció
La mala rebuda de la crítica i el fracàs comercial de l'espectacle estrenat al teatre Capsa marquen un punt d'inflexió en la carrera teatral de Benet. Les acusacions d'estar ancorades a unes tècniques i unes temàtiques passades de moda, properes al teatre realista espanyol i nord-americà dels cinquanta, el conduiran a l'escriptura de La desaparició de Wendy (1973) i Revolta de bruixes (1971-1975), en què mostrarà la seva capacitat i voluntat de desenvolupar noves estratègies dramatúrgiques.
Actualment, és una obra destacada del repertori de les companyies de teatre amateur de tot Catalunya.

## Representacions
- Berenàveu a les fosques (estrena). Grup GOC al Teatre de la Passió d'Esparraguera, 1 de juny de 1972.[1]
- Berenàveu a les fosques (estrena professional). Teatre Capsa, dins del Cicle de Teatre Contemporani, 29 de març de 1973.[1]
- Berenàveu a les fosques. Circuit catalanobalear de Televisión Española dins el programa «Lletres catalanes», 25 de novembre de 1975.[1]
- Vivíais a oscuras. Televisión Española dins l'espai «Teatro Estudio» en la programació del seu segon Canal, 9 de setembre de 1981.[1]
- Vivíais a oscuras. Televisión Española dins l'espai «Teatro Estudio» en la programació del seu segon Canal, 9 de setembre de 1981.[1]

## Edicions
- Berenàveu a les fosques. Barcelona: Edicions 62 (El Galliner, 13), 1972.[1]
- Merendábais a oscuras. traducció d'Alberto Claveria. Murcia: Universidad de Múrcia, Servicio de Publicaciones (Antología Teatral Española, 30), 1996.[1]